# Herrenhaus Arbesbach

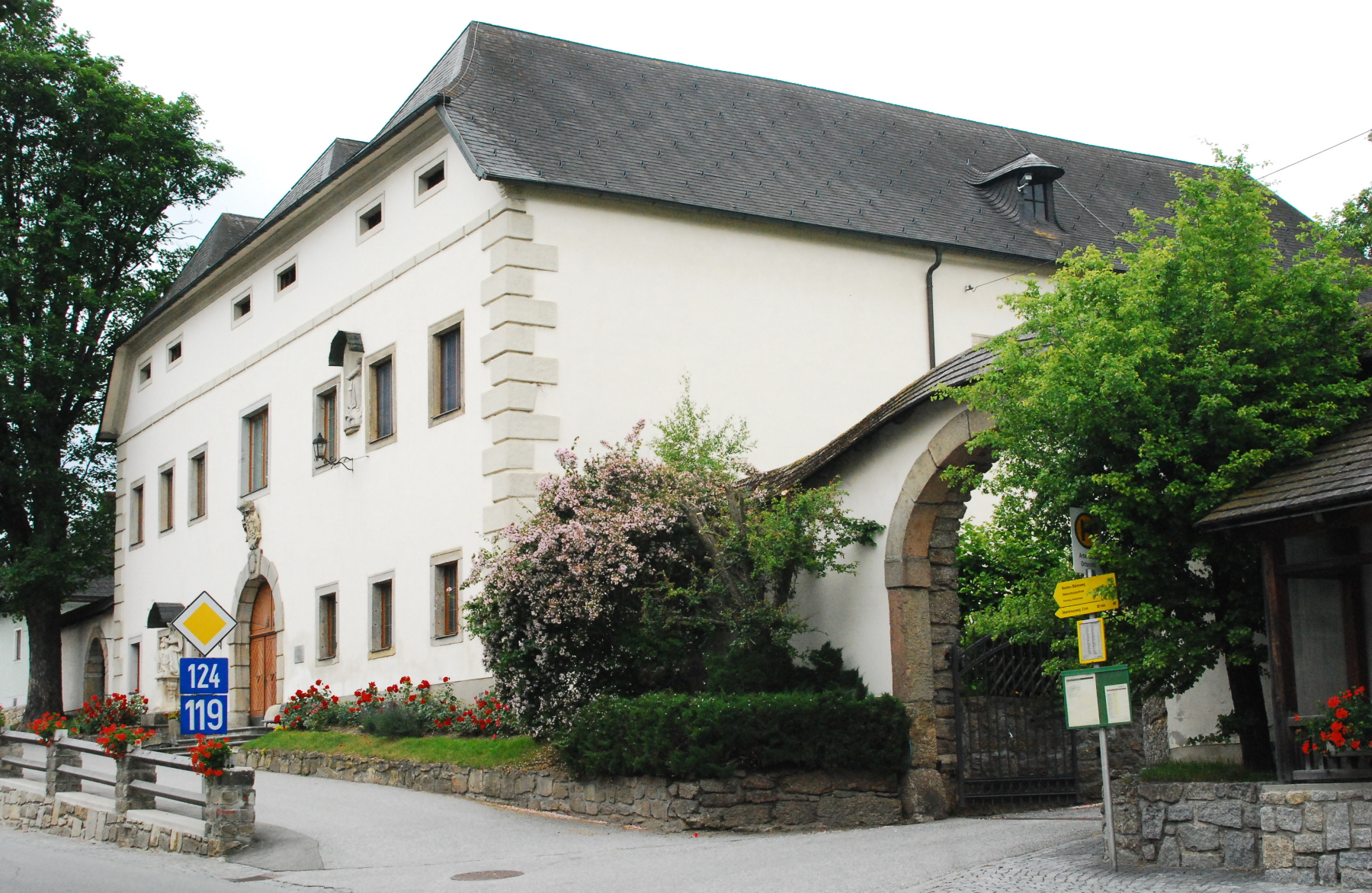
Herrenhaus Arbesbach

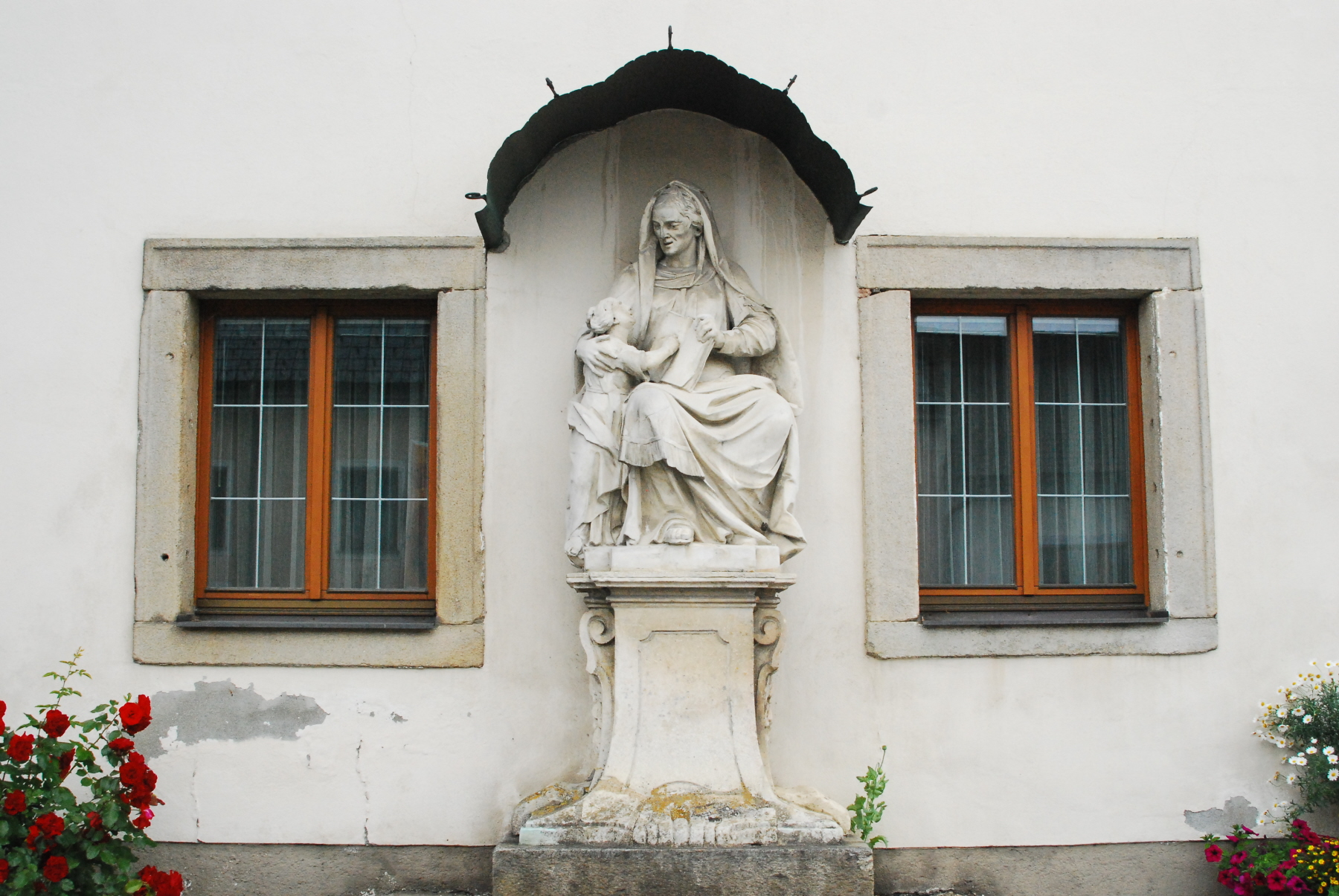
Heilige Anna mit Maria

Das Herrenhaus von Arbesbach im niederösterreichischen Bezirk Zwettl ist ein in der österreichischen Kunsttopographie beschriebenes Bauwerk. Es steht unter Denkmalschutz.

## Geschichte
Das Herrenhaus von Arbesbach wurde 1593 unter Erasmus II. von Starhemberg und dessen Vormund Johann von Tschernembl als Ersatz für den Herrschaftssitz in der Burg Arbesbach errichtet.
Vor allem im 17. Jahrhundert hatte das Herrenhaus zahlreiche Eigentümer, darunter auch die Familie Dietrichstein. 1877 kam es durch Kauf an die Familie Altzinger, die über das Forstgut Arbesbach bis 1998 noch Teile des Patronatsrechts über die Pfarrkirche Arbesbach ausübte. 
Der Brand, der 1745 große Teile Arbesbachs zerstörte, beschädigte auch das Herrenhaus. 

## Beschreibung
Das große viereckige Herrenhaus in Arbesbach hat eine dem Hauptplatz zugewandte schlichte Straßenfront mit sieben Fenstern. In der Mitte befindet sich ein Rundbogenportal, dessen Steinfassung angeblich vom Tor der Burg stammt. Im Schlussstein findet sich die Jahreszahl 1593. Oberhalb des Torbogens befindet sich das in Stein gemeißelte Wappen der Grafen Dietrichstein aus dem Jahr 1690. 
Die Grenze zwischen dem Obergeschoß und dem Dachboden markiert ein horizontales Band aus der Fassade vorstehender Steinquader. Das Satteldach des Bauwerks wurde dreigeteilt. 
Sowohl im Erdgeschoß als auch im ersten Stock verbindet die Zimmer ein Mittelgang miteinander. Dessen Decke wurde zu Ende des 16. Jahrhunderts im Untergeschoß als Kreuzgratgewölbe und im Obergeschoß als Spiegelgewölbe ausgeführt. 
An das Herrenhaus schließen entlang des Hauptplatzes zu beiden Seiten Hofmauern mit je einem gequaderten Rundbogentor, von denen das rechte mit 1810 bezeichnet ist, an. 
In einer Nische im Obergeschoß des Herrenhauses befindet sich eine von Johann Michael Flor aus Stuck gefertigte und 1770 unter Graf Leopold Maria von Dietrichstein aufgestellte Immaculata-Statue. Links vom Haupttor steht an der Mauer auf einem Volutensockel eine barocke Figurengruppe mit einer Darstellung der heiligen Anna mit der kleinen Maria aus dem Ende des 18. Jahrhunderts.